# Sphère exotique
En mathématiques, et plus précisément en topologie différentielle, une sphère exotique est une variété différentielle M qui est homéomorphe, mais non difféomorphe, à la n-sphère euclidienne standard. Autrement dit, M est une sphère du point de vue de ses propriétés topologiques, mais sa structure différentielle (qui définit, par exemple, la notion de vecteur tangent) n'est pas la structure usuelle, d'où l'adjectif « exotique ».

## Introduction
La n-sphère unité, Sn, est l'ensemble de tous les n+1-uplets (x1, x2, ...xn+1) de nombres réels tels que x12 + x22 + ... + xn+12 = 1. (S1 est un cercle; S2 est la sphère (usuelle) de centre l'origine et de rayon 1). D'un point de vue topologique, un espace X est une n-sphère s'il existe une bijection continue entre X et la n-sphère unité.
En topologie différentielle, une condition plus contraignante est demandée : la bijection doit être « lisse », c'est-à-dire qu'elle doit posséder en tout point des dérivées de tout ordre. La notion exacte de dérivée dans ce contexte demande la définition d'une structure de variété différentielle, munissant X de cartes locales, c'est-à-dire de systèmes de coordonnées (locales) satisfaisant à des conditions de compatibilité entre eux ; on démontre alors que l'existence de dérivées d'ordre un continues suffit pour qu'on puisse construire une bijection lisse au sens précédent.
En 1956, John Milnor montra, contrairement à ce qui était conjecturé jusque-là, qu'il pouvait exister différents systèmes de coordonnées sur la 7-sphère, équivalents au sens de la continuité, mais non de la différentiabilité. Par la suite, on tenta de clarifier la question de l'existence et du nombre de ces structures « exotiques », mais les résultats obtenus sont encore fragmentaires. Ainsi, il n'existe pas de structure exotique sur les sphères de dimension 1, 2, 3, 5, 6, 12 ou 61 ; dans d'autres cas (comme pour n= 8 ou 14), il n'existe qu'une structure distincte de la structure usuelle, tandis que pour d'autres dimensions encore (comme n = 15), on en connaît plusieurs milliers. Enfin, la question de l'existence de structures exotiques sur la 4-sphère reste, en 2017, un important problème ouvert.

## Le monoïde des structures différentielles
Le monoïde Sn des structures différentielles de la n-sphère est l'ensemble des classes d'équivalence de variétés différentielles homéomorphes à la n-sphère, considérées à difféomorphisme (conservant l'orientation) près ; la loi de composition entre (classes d'équivalence de) variétés étant la somme connexe. Si n ≠ 4, ce monoïde Sn est un groupe abélien fini, isomorphe au groupe Θn de h-cobordisme des classes de n-sphères d'homotopie (en). On ne sait presque rien du monoïde S4, sinon qu'il est fini ou dénombrable (bien qu'il soit conjecturé qu'il est infini)[réf. nécessaire], et qu'il est abélien ; voir à ce sujet la section « Sphères exotiques de dimension 4… ». En fait, toutes les n-sphères d'homotopie sont homéomorphes à la n-sphère : c'est la conjecture de Poincaré généralisée, qui fut démontrée par Stephen Smale en dimensions supérieures à 4, par Michael Freedman en dimension 4, et par Grigori Perelman en dimension 3. D'autre part, en dimension 3, Edwin E. Moise a démontré que toute variété topologique possède une structure différentielle essentiellement unique, si bien que le monoïde S3 est trivial.
Le groupe Θn possède un sous-groupe cyclique bPn+1, représenté par les n-sphères frontières de variétés parallélisables. Les structures de bPn+1 et du quotient Θn/bPn+1 sont décrites dans un article de Kervaire et Milnor, qui joua un rôle important dans le développement de la théorie de la chirurgie. En fait, ces calculs peuvent désormais être formulés en utilisant la suite exacte de chirurgie (en).
Le groupe bPn+1 est trivial si n est pair. Si n est de la forme 4m+1, il est d'ordre 1 ou 2 ; en particulier, il est d'ordre 1 si n est 1, 5, 13, 29, ou 61, et Browder a démontré qu'il est d'ordre 2 si m n'est pas de la forme 2k –1. Enfin, l'ordre de bP4n (pour n ≥ 2) est
{\displaystyle 2^{2n-2}(2^{2n-1}-1)B~}
où B est le numérateur de |4B2n/n|, B2n étant un nombre de Bernoulli.
Le groupe quotient Θn/bPn+1 peut être décrit à l'aide des groupes d'homotopie stable des sphères modulo l'image du J-homomorphisme (en). Plus précisément, il existe une injection
{\displaystyle \Theta _{n}/bP_{n+1}\to \pi _{n}^{S}/J\,}
où πnS est le n-ème groupe stable d'homotopie, et J est l'image du J-homomorphisme. Browder montra que cette injection est en fait un isomorphisme si n n'est pas de la forme 2k – 2, et que si n est de cette forme, l'image de cette injection est le groupe entier ou un sous-groupe d'indice 2 ; c'est effectivement un sous-groupe d'indice 2 dans le cas des premières valeurs de cette forme, avec n valant 2, 6, 14, 30, ou 62. L'utilisation de l'invariant de Kervaire (en) a permis à Mike Hill, Michael Hopkins et Doug Ravenel de montrer que la liste précédente était complète (et donc que pour les autres valeurs de n, l'injection était un isomorphisme) à l'exception éventuelle du cas n = 126.
L'ordre du groupe Θn est donné dans cette table provenant de (Kervaire et Milnor 1963) ; elle correspond à la suite A001676 de l'OEIS
| Dimension n | 1 | 2 | 3 | 4 | 5 | 6 | 7  | 8 | 9   | 10 | 11  | 12 | 13 | 14  | 15    | 16 | 17    | 18  | 19     | 20 |
| ----------- | - | - | - | - | - | - | -- | - | --- | -- | --- | -- | -- | --- | ----- | -- | ----- | --- | ------ | -- |
| ordre de Θn | 1 | 1 | 1 | 1 | 1 | 1 | 28 | 2 | 8   | 6  | 992 | 1  | 3  | 2   | 16256 | 2  | 16    | 16  | 523264 | 24 |
| bPn+1       | 1 | 1 | 1 | 1 | 1 | 1 | 28 | 1 | 2   | 1  | 992 | 1  | 1  | 1   | 8128  | 1  | 2     | 1   | 261632 | 1  |
| Θn/bPn+1    | 1 | 1 | 1 | 1 | 1 | 1 | 1  | 2 | 2×2 | 6  | 1   | 1  | 3  | 2   | 2     | 2  | 2×2×2 | 8×2 | 2      | 24 |
| πnS/J       | 1 | 2 | 1 | 1 | 1 | 2 | 1  | 2 | 2×2 | 6  | 1   | 1  | 3  | 2×2 | 2     | 2  | 2×2×2 | 8×2 | 2      | 24 |
D'autres entrées peuvent être calculées grâce aux résultats précédents et à la table des groupes d'homotopie des sphères.

## Exemples explicites de sphères exotiques
Un des premiers exemples de sphère exotique découvert par Milnor provenait de la construction suivante : prenant deux copies de B4×S3, ayant pour frontière S3×S3, on les recolle en identifiant le point (a,b) de l'une des frontières avec le point (a,a2ba−1) de l'autre (où chaque S3 est identifié au groupe des quaternions unités). La variété résultante possède une structure différentielle naturelle et est homéomorphe à S7, mais ne lui est pas difféomorphe : Milnor montra qu'elle n'est pas le bord d'une variété différentielle de dimension 8 dont le quatrième nombre de Betti serait nul, et ne possède pas de difféomorphisme vers elle-même renversant l'orientation, deux propriétés montrant que ce n'est pas une 7-sphère standard ; il montra également qu'elle possède une fonction de Morse n'admettant que deux points critiques non dégénérés, ce qui est caractéristique d'une sphère topologique.
Ultérieurement, Brieskorn montra que l'intersection de la variété complexe formée des points de C5 tels que
{\displaystyle a^{2}+b^{2}+c^{2}+d^{3}+e^{6k-1}=0\ }
avec une petite sphère autour de l'origine, pour k = 1, 2, ..., 28, donne les 28 structures différentielles possibles sur la 7-sphère orientée.

## Sphères tordues
Étant donné un difféomorphisme f: Sn−1→Sn−1, préservant l'orientation, identifier les frontières de deux copies du disque standard Dn à l'aide de f construit une variété appelée une sphère tordue (de torsion f). Elle est homotope à la n-sphère standard parce que f est homotope à l'identité (étant de degré 1), mais n'est pas en général difféomorphe à la sphère standard.
Notant Γn le groupe des n-sphères tordues (pour l'opération de somme connexe), on a la suite exacte
{\displaystyle \pi _{0}\,{\text{Diff}}^{+}(D^{n})\to \pi _{0}\,{\text{Diff}}^{+}(S^{n-1})\to \Gamma _{n}\to 0.\,\!}.
Stephen Smale a démontré que pour n > 4, toute sphère exotique est difféomorphe à une sphère tordue. Le groupe Γn des sphères tordues est donc dans ce cas isomorphe au groupe Θn. Il l'est aussi pour n = 3, puisqu'on montre assez facilement que Γ3 est trivial or, d'après la conjecture de Poincaré aujourd'hui résolue, Θ3 l'est aussi. Il l'est également pour n = 4 puisque (cf. supra) Θ4 est trivial or — d'après un théorème difficile de Jean Cerf — Γ4 aussi. Notons cependant que cela ne fournit aucune information sur l'éventuelle trivialité du monoïde S4.
En 1970, Jean Cerf démontra le théorème de pseudo-isotopie (en), qui implique que {\displaystyle \pi _{0}\,{\text{Diff}}^{+}(D^{n})} est le groupe trivial si n est supérieur ou égal à 6, et donc que pour un tel n, {\displaystyle \Gamma _{n}\simeq \pi _{0}\,{\text{Diff}}^{+}(S^{n-1})}.

## Sphères exotiques de dimension 4 et torsions de Gluck
On ignore s'il existe une structure lisse exotique sur la 4-sphère. L'hypothèse qu'il n'en existe pas est connue comme la "conjecture différentielle de Poincaré" (smooth Poincaré conjecture) ; elle est discutée par Michael Freedman et d'autres auteurs, qui la tiennent pour fausse.
Les torsions de Gluck permettent de construire d'éventuelles 4-sphères exotiques : elles sont obtenues en retirant un voisinage tubulaire d'une 2-sphère S de S4, et en le recollant à l'aide d'un difféomorphisme de sa frontière S×S1. Le résultat est toujours homéomorphe à S4, mais on ignore le plus souvent s'il lui est difféomorphe (c'est effectivement le cas si S est non nouée, ou résulte de la rotation d'un nœud de la 3-sphère, mais il y a beaucoup d'autres façons de nouer une 2-sphère dans S4, pour lesquelles, le plus souvent, on ne sait pas déterminer si le résultat est ou non une sphère exotique).
En 2009, Abkulut a démontré qu'une certaine famille de candidats au titre de 4-sphères exotiques, construite par Cappell et Shaneson, était en fait formée de sphères standard.

## Historique
Les premières sphères exotiques furent construites en 1956 par John Milnor en dimension 7 comme des fibrés de fibre S3 et de base S4. Il montra qu'il existe au moins 7 structures différentiables distinctes sur la 7-sphère. En 1959, Milnor montra que l'ensemble des classes de difféomorphismes de sphères exotiques (orientées) sont les éléments non-triviaux d'un monoïde abélien (pour la somme connexe), et que ce monoïde est un groupe fini en toute dimension autre que 4. En 1963, une classification plus complète des sphères exotiques due à Kervaire et Milnor montra que dans le cas des 7-sphères orientées, ce groupe est un groupe cyclique d'ordre 28. En général, on ne sait pas pour quelles valeurs de la dimension existent des sphères exotiques (ni a fortiori combien elles sont) ; ainsi, il n'en existe pas en dimension 12 ; le cas de la dimension 4, en particulier, est en 2017 un problème ouvert.